# Пробуждающая голод
«Пробуждающая голод» (др.-сканд. Hungrvaka) — анонимный сборник историй на древнеисландском языке о пяти первых епископах Скаульхольта, чья деятельность приходится на период от установления христианства в Исландии, с 1056 до 1176 год. Упоминаются святой Торлак, Йоун Эгмюндарсон, Гицур Халльссон (ум. 1206), поэтому написан около 1210 года. Относится к наиболее ранним сагам о епископах.
Названием книга обязана прологу:
Книжечку эту я называю Пробуждающая голод с тем, чтобы у многих из неученых и незнающих, кто её одолеет, появилось желание ещё больше узнать о происхождении и жизни замечательных людей, о коих вкратце сказано в этой рукописи.
Оригинальный текст (др.-исл.)Bœkling þenna kalla ek Hungrvǫku, af því at svá mun mǫrgum mǫnnum ófróðum, ok þó óvitrum, gefit vera, þeim er hann hafa yfir farit, at miklu meirr mundu gørr vilja vita upprás ok æfi þeira merkismanna, er hér verðr fátt frá sagt í þessari skrá.Перевод диакона Онисима Дубровина
Героями рукописи являются пять первых епископов Скаульхольта: Ислейв Гицурарсон, рукоположенный во епископа первым из исландцев в 1056 году, его сын Гицур Ислейвссон, рукоположенный в 1082 году, Торлак Рунольвссон, рукоположенный в 1118 году, Магнус Эйнарссон, рукоположенный в 1134 году, и Клэнг Торстейнссон, рукоположенный в 1152 году.
Сохранился в рукописях не ранее начала XVII века.
Перевод на русский язык с древнеисландского языка выполнен диаконом Онисимом Дубровиным (род. 1956) и опубликован в 2016 году.